# 美山町立北山小学校
美山町立北山小学校（みやまちょうりつ きたやましょうがっこう）は、かつて岐阜県山県郡美山町（現・山県市）に存在した公立小学校。

## 概要
- 片原、神埼が校区であり、旧・山県郡北山村の小学校であった。
- 過疎化のために廃校。2023年時点では、旧・北山小学校校区は山県市立いわ桜小学校校区となっている。
- 校舎（鉄筋コンクリート造4階立）は改修され、1997年（平成9年）に北山交流センターとなった。3階と4階は閉鎖されているが、2階の教室と図書室は民具や当時の教材が展示され公開されている（要事前予約）。1階のランチルームは改装され、2013年（平成25年）10月にレストラン「舟伏の里へおんせぇよぉ～」が開業している[1]。

## 沿革
- 1873年（明治6年） - 日原村に盛弘舎が開校。同年中に片狩村に盛文舎、片狩村字小倉に盛美舎、神崎村に習貫堂が開校する。
- 1879年（明治12年） - 盛弘舎が盛弘学校、盛文舎が盛文学校、盛美舎が盛美学校、習貫堂が習貫学校に、それぞれ改称する。
- 1886年（明治19年） -
  - 盛弘学校、盛文学校、盛美学校が統合され、片原尋常小学校となる。
  - 習貫学校が神埼尋常小学校に改称する。
- 1897年（明治30年） - 
  - 片原村、神崎村、円原村が合併し、北山村が発足。
  - 片原尋常小学校、神埼尋常小学校、盛行尋常小学校が統合され、北山南尋常小学校となる。
- 1899年（明治32年） - 伊往戸分教場を設置。
- 1901年（明治34年） - 北山尋常高等小学校に改称する。
- 1926年（大正15年）7月 - 仲越分教場を設置。
- 1941年（昭和16年）4月1日 - 北山国民学校に改称する。
- 1947年（昭和22年）4月1日 - 北山村立北山小学校に改称する。
- 1955年（昭和30年）4月1日 - 山県郡富波村、谷合村、葛原村、北武芸村、西武芸村、北山村、および武儀郡乾村と合併し美山村が発足。同時に美山村立北山小学校に改称する。
- 1964年（昭和39年）4月1日 - 町制施行し美山町となる。同時に美山町立北山小学校に改称する。
- 1970年（昭和45年）4月 - 仲越分校が仲越小学校として独立する。
- 1972年（昭和47年）12月 - 新校舎（鉄筋コンクリート造）の一部が完成する。
- 1980年（昭和55年）
  - 2月 - 校舎が完成する。
  - 4月 - 休校していた北山北小学校を統合する。
- 1981年（昭和56年）3月 - 伊往戸分校を廃止。
- 1986年（昭和61年）4月 - 仲越小学校を統合する。
- 1997年（平成9年）3月 - 廃校。廃校時の児童数は15名。